# Wilhelmina Amalia Brunszwicka
Wilhelmina Amalia von Braunschweig-Lüneburg (ur. 21 kwietnia 1673 w Hanowerze, zm. 10 kwietnia 1742 w Wiedniu) – cesarzowa rzymsko-niemiecka, królowa Czech i Węgier, córka księcia brunszwickiego na Lüneburgu Jana Fryderyka Welfa i Benedykty Wittelsbach, córki Edwarda Wittelsbacha, księcia Palatynatu-Simmern.
24 lutego 1699 r. poślubiła króla Węgier Józefa I Habsburga (26 lipca 1678 – 17 kwietnia 1711), syna cesarza Leopolda I i Eleonory Magdaleny von Pfalz-Neuburg, córki elektora palatyna Renu Filipa Wilhelma. Józef i Wilhelmina mieli razem syna i dwie córki:
- Maria Józefa (8 grudnia 1699 – 17 listopada 1757), żona króla polskiego, wielkiego księcia litewskiego i elektora saskiego Augusta III
- Leopold Józef (29 października 1700 – 4 sierpnia 1701)
- Maria Amalia (22 października 1701 – 11 grudnia 1756), żona cesarza Karola VII Bawarskiego

Małżeństwo Józefa i Wilhelminy nie należało do udanych. Po narodzinach drugiej córki Józef odsunął się od żony i utrzymywał liczne kochanki.
Józef został po śmierci ojca w 1705 r. cesarzem i królem Czech. Zmarł w 1711 r. i tron odziedziczył po nim jego brat, Karol. Wilhelmina pozostała na dworze wiedeńskim. W 1717 r. ufundowała klasztor salezjanów. Zmarła w 1742 r. i została pochowana w tymże klasztorze. Jej serce złożono u stóp sarkofagu jej męża w krypcie kościoła kapucynów.